# 太平浮蚕
太平浮蚕（学名：Tomopteris pacifica）为浮蚕科浮蚕属的动物。分布于日本海、北太平洋，包括东海、台湾海峡、闽南-台湾浅滩渔场、广东等海域。